# Inteligencja (społeczeństwo)

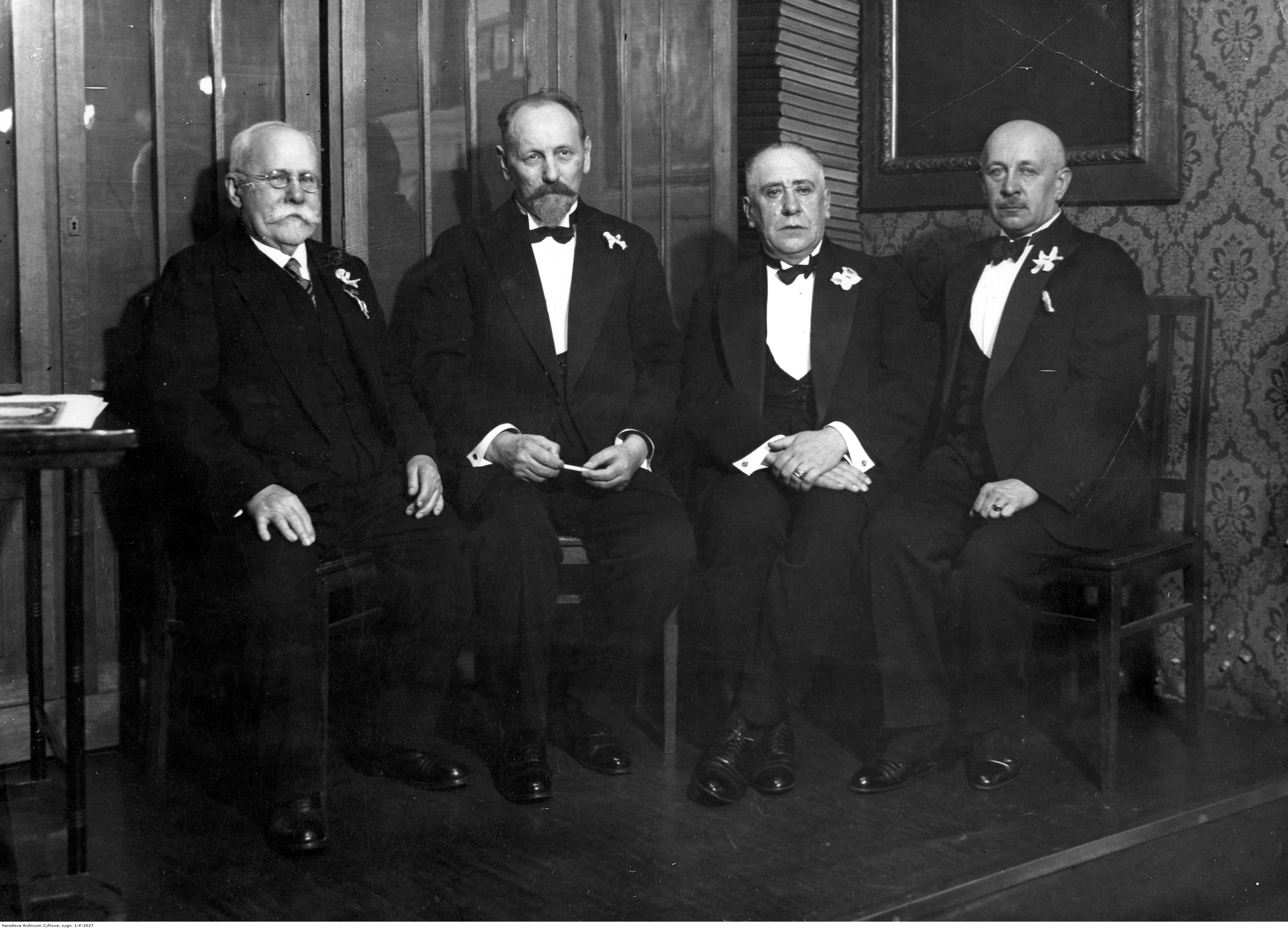
Inteligencja

Inteligencja – warstwa społeczna w Europie Środkowej i Wschodniej żyjąca z pracy umysłowej, wykształcona ostatecznie w XIX wieku głównie ze zubożałej szlachty, ale również ze stanu mieszczańskiego, rzadziej bogatego chłopstwa i podupadłej arystokracji. Tradycyjnie inteligencja obejmowała nauczycieli, prawników, lekarzy, artystów, naukowców, inżynierów i czasami też urzędników, obecnie – osoby zajmujące pozycje zawodowe wymagające wyższego wykształcenia.

## Pochodzenie pojęcia
Określenie „inteligencja” pochodzi od łacińskiego wyrazu intelligentia, który oznacza zdolność pojmowania natury rzeczy jako jedną z władz poznawczych.

## Inteligencja a intelektualiści
Inteligenta, czyli przedstawiciela inteligencji, nie należy mylić z intelektualistą, czyli osobą cechującą się rozwiniętą inteligencją (sprawnością umysłową), posiadającą szczególną zdolność do krytycznej analizy i syntezy, bogatą wiedzę, erudycję, zdolność badawczą, która zajmuje się twórczą pracą umysłową oraz której postawę cechuje przewaga intelektu nad emocjami.